# Vapor Sampere
El Vapor Sampere és un edifici industrial de Sabadell, catalogat com a bé cultural d'interès local.

## Descripció
Es tracta d'una fàbrica amb elements modernistes, que tipològicament presenta les característiques típiques d'aquestes construccions. Està format per una nau d'uns 12 m d'ample per 98 m de llarg. La coberta és a dues vessants. La façana és una repetició uniforme del mòdul que compren la finestra, però no és plana sinó que està ornamentada amb cornises, motllures i reixes de ferro forjat. Recentment s'ha vist modificada per la instal·lació d'un bar, modificant-se la primitiva estructura que formava un conjunt de tres finestres, convertint la central en la porta d'entrada.

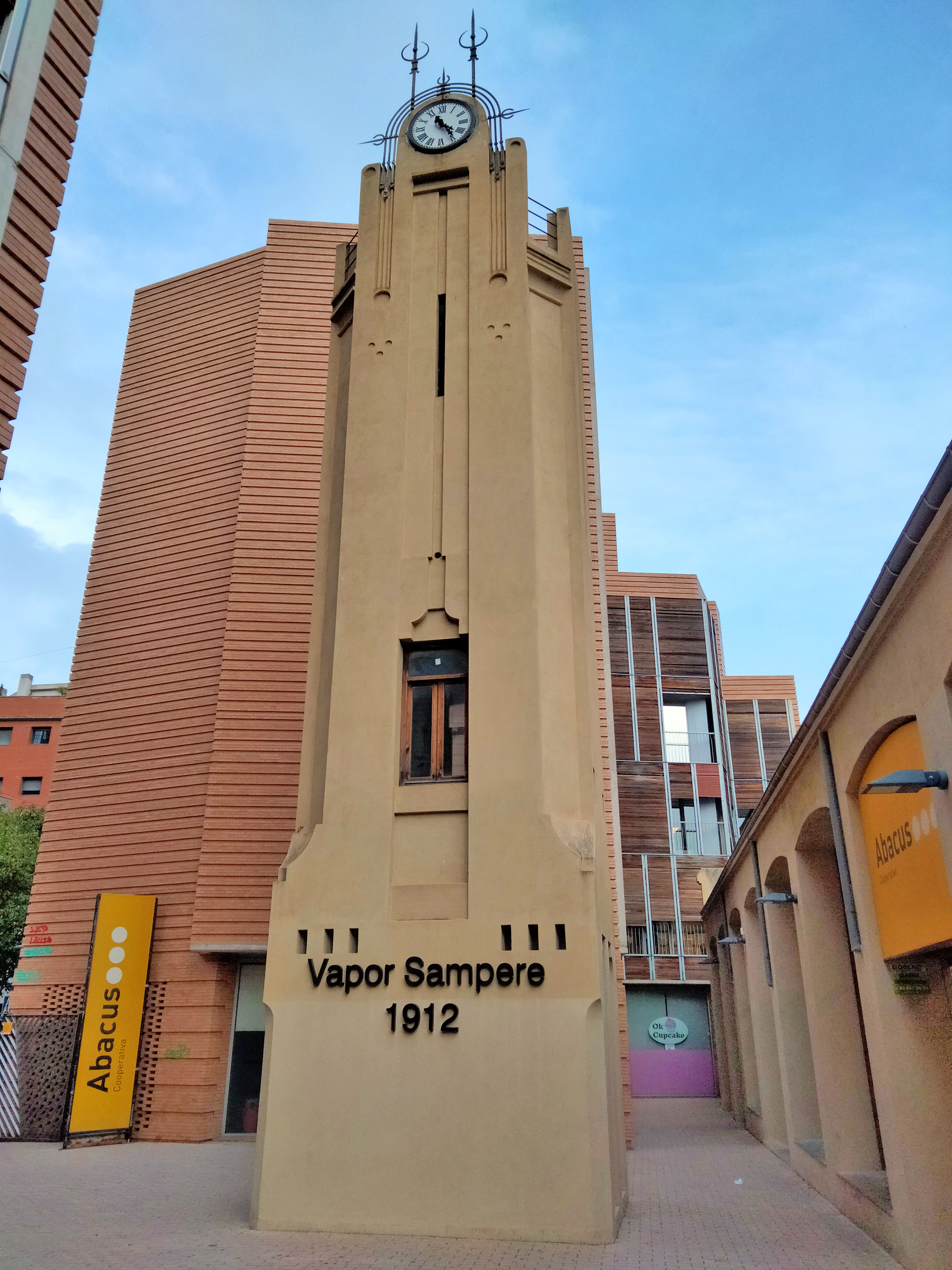
Torre del rellotge

Cal destacar la torre que hi ha al pati interior (on tradicionalment s'emplaçava la xemeneia, i que accolia el transformador elèctric), amb un rellotge de corda instal·lat pel rellotger sabadellenc Salvi Uyà i Armengol l'any 1913.

## Història
Va ser projectat el 1912 per l'arquitecte Eduard Maria Balcells i Buïgas, essent un dels darrers vapors (tot i que estrictament no ho era, ja que des del començament va funcionar amb energia elèctrica) construïts a la ciutat.
Està situat en un dels eixos industrials de Sabadell, marcat pel carrer de les Tres Creus i que comunicava el centre de la ciutat amb l'estació de ferrocarrils, a la vegada que conduïa cap al riu Ripoll, zona dels primitius molins i que continuava activa. La proximitat del transport afavorí la creació d'aquest eix industrial, que formava part dels eixamples projectats per l'urbanista Daniel Molina i Pascual. El tercer eix industrial, i que sorgí també en aquesta època, fou el de la carretera de Barcelona que enllaça amb la de Terrassa.
Va ser restaurat a mitjans de la dècada del 2000, conservant-se l'estructura general de la nau i la torre del rellotge. Actualment hi ha una botiga de la Cooperativa Abacus.